# متون

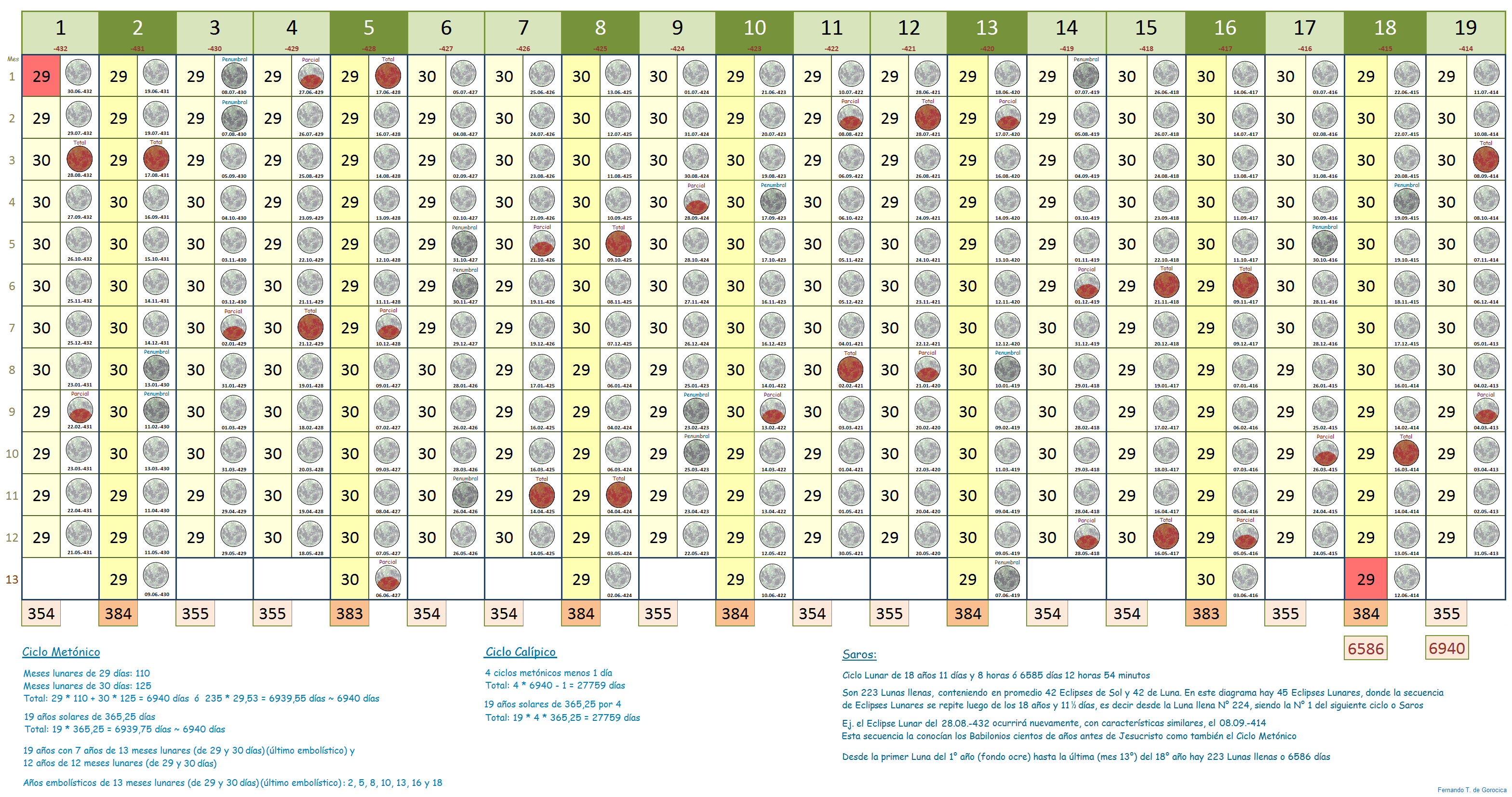
جدول دوره متونی

متون (به یونانی: Μέτων ὁ Ἀθηναῖος) ریاضی‌دان، ستاره‌شناس، هندسه‌دان و مهندس یونانی بود که در سدۀ پنجم پیش از میلاد در آتن می‌زیست.
او کاشف دورۀ متونی است که مدت ۱۹ سال خورشیدی، تقریباً معادل با ۲۳۵ ماه قمری بود. او به همراه اوکتمون در ۴۳۲ پیش از میلاد نخستین رصدهای دقیق راجع به انقلابین را صورت دادند و بدین ترتیب توانستند طول فصل‌ها را با دقت بیشتری محاسبه نمایند.
از دیگر فعالیت‌های متون می‌توان به کوشش‌های او در باب ایجاد ارتباط میان پزشکی و نجوم اشاره نمود.